# Rendahlia jaubertensis
A Rendahlia jaubertensis a csontos halak (Osteichthyes) főosztályának a sugarasúszójú halak (Actinopterygii) osztályába, ezen belül a lepényhalalakúak (Pleuronectiformes) rendjébe és a nyelvhalfélék (Soleidae) családjába tartozó faj.
Nemének egyetlen faja.

## Előfordulása
A Rendahlia jaubertensis elterjedési területe a Nyugat-Csendes-óceán középső része.

## Életmódja
Ez az állat trópusi, tengeri, fenéklakó nyelvhalféle.